# Anschlag von Bunowo

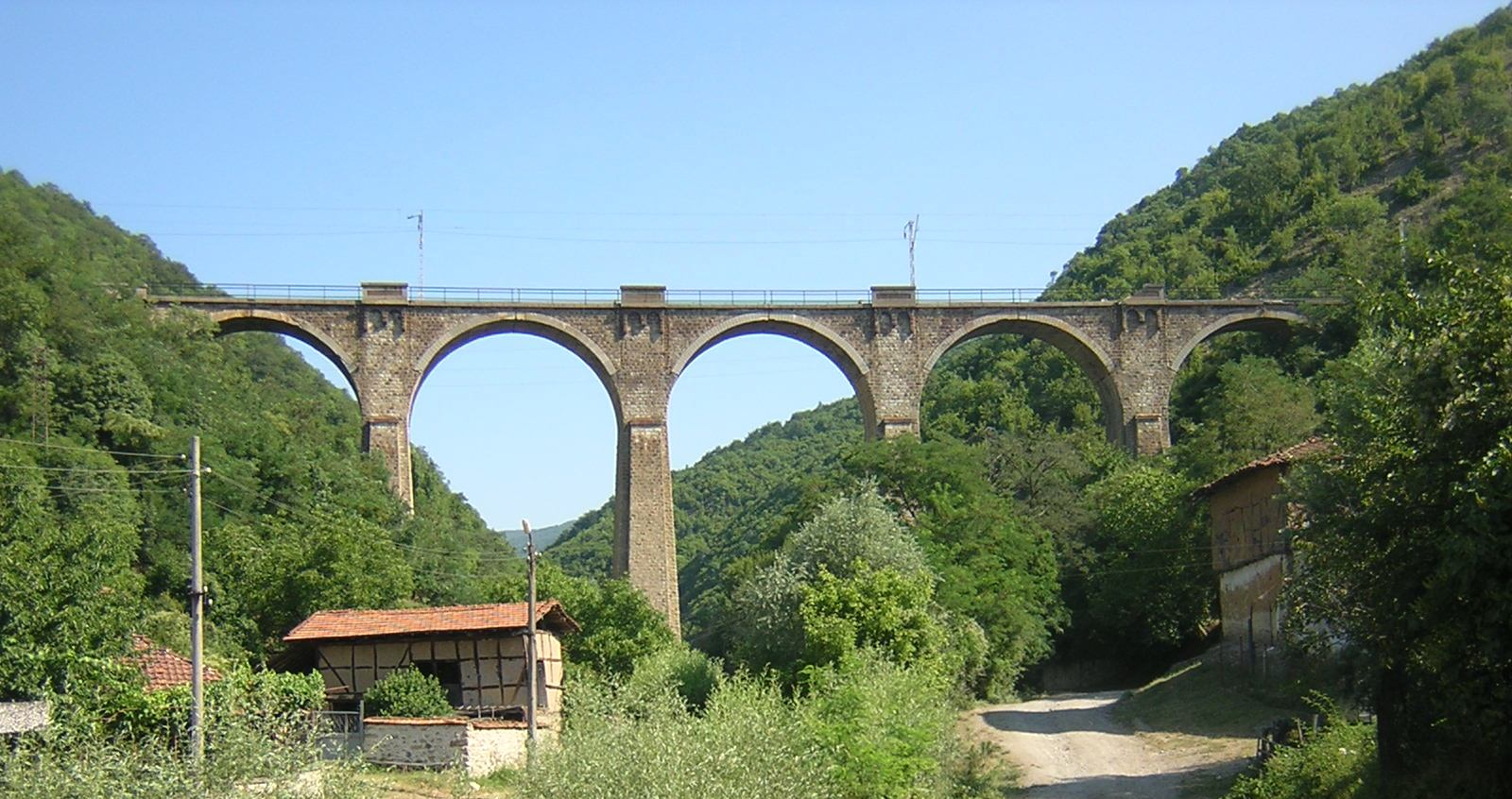
Eisenbahnbrücke bei Bunowo

Mit dem Anschlag von Bunowo (bulgarisch Атентат на гара Буново/Atentat na gara Bunowo) wird ein Bombenanschlag auf den Schnellzug Nr. 326 von Burgas nach Sofia am 9. März 1985 um 21.32 Uhr am bulgarischen Bahnhof Bunowo bezeichnet. Dabei starben sieben Menschen (davon zwei Kinder) und neun weitere wurden schwer verletzt. Für den Anschlag machte die damalige kommunistische Regierung Bulgariens Anhänger der Türkischen Nationalen Befreiungsbewegung in Bulgarien verantwortlich.